# 六麓荘町
六麓荘町（ろくろくそうちょう）は、兵庫県芦屋市の町名及び同地の高級邸宅街。「丁目」のない単独行政地名。郵便番号は659-0011。

## 地理
神戸市、大阪市および阪神間の市街地と瀬戸内海を俯瞰する六甲山地の南東麓斜面の海抜200 - 250メートル地点に位置する。1928年に払い下げられるまでは国有林で、現在も芦屋市の自然環境の一部分を形成している。

## 六麓荘の開発
芦屋の一部は元々、大阪財界人の別荘地として開拓されていた。六麓荘町の開発は、明治後半から大正時代にかけ、日本一の富豪村と呼ばれた住吉村（現・神戸市東灘区）や夙川、香櫨園など近隣地域の影響を受けた延長上のものであった。1928年（昭和3年）から富商・内藤為三郎ら大阪財界人の手によって、国有林の払い下げを受けて当初197区画、数万坪にのぼる宅地造成を行ったことから始まった。六麓荘という地名は「風光明媚な六甲山の麓にある別荘地」に因み名付けられた。電線類地中化など先進的な街づくりが取り組まれた。

## 株式会社六麓荘
六麓荘の開発は、1928年（昭和3年）に大阪財界人のひとり森本喜太郎が発起人になって、土地開発・住宅造成の会社である「株式会社六麓荘」を設立したことが始まりである。社長には上記の内藤為三郎、専務に森本喜太郎が就任した。この当時は、資金があまり準備できず、2人は協賛金や株の手付けなどの資金調達に専念した。
この地帯も国有林であったので、国有林の払い下げなどの運動については、法律に長けた取締役の瀬尾喜二郎が国との交渉にあたったとされる。

### 開発コンセプト
六麓荘開発のコンセプトは、この地を「東洋一の住宅地」とすべく香港の九龍半島やその対岸の香港島の白人専用街区をモデルに開発が行われた。南斜面の起伏のある恵まれた地形を有効に利用し、スケールの大きな住宅地が形成された。例えば、細い山道にすぎなかった道を幅6メートル以上に拡幅して、1区画につき少なくとも300坪から400坪以上を標準とした。また、自然の地形を尊重した曲線道路により、住宅地全体が構成され、造成時に切り出された石材は石垣や石橋、庭石に利用。山林の赤松もできるだけ残されて庭木などに活用された。
敷地内に流れる山からの湧水を小川として取り込むほか、溜池や道路を流れる川には橋をかけた。さらに、特色として上水道は経営地の最高部に貯水池を設け、下水道はヒューム管を埋設。都市ガスも導入している。また、電気については、電柱が著しく風致を損なうとして、多額の費用をかけて日本で初めてとなる電線類の地中化が行われた。道路の保全と美観上の問題を含めて全面的な道路舗装を行い、安全面にも留意している。開発当初の1区画の敷地規模は、平均300 - 1000坪以上である。

## 六麓荘地域内の開発
1936年（昭和11年）から1938年（昭和13年）に、六麓荘の開発構想には元々なかった「芦屋女子学園」の設立がなされた。この学園ができる前は、スケート場や遊園地、テニスコート、運動場などのレジャー施設、あるいは、非常に立派な事務所や茶店が存在した。交番と住民の交流の場となる六麓荘倶楽部（茶席残月亭）が設置されて、大阪のお茶屋式料理を出していた。
また、苦楽園に住んでいた掘抜製帽社長・掘抜義太郎が「東洋一のホテルをここに建てる」という発想のもと、芦屋市街が一望できる場所に「芦屋国際ホテル」という7階建てのホテルを1939年（昭和14年）に開業した。宿泊客はほとんどが西洋人で、大阪・神戸の一流財界人も利用していた。料金は1泊300円。当時の平均的な宿泊料は15 - 30円で、ホワイトカラー勤労者の月給が50円程度であったことからも、超一流ホテルと分かる。その後、太平洋戦争が勃発してホテル営業が停止され、権利は松下電器産業（現 パナソニック）に移るとともに、松下電工（現 パナソニック電工）の研究施設として使用されていた。
かつて存在した芦屋国際ホテルは、敗戦後には連合国軍最高司令官総司令部（GHQ）が占用。その後、芦屋女学校の手に渡って、現在は芦屋大学になっている。
もう一つの特徴として「六麓荘バスの運行」があった。六麓荘は芦屋の中心市街地や駅から約30分と随分と離れている。この辺りのバス運行は阪急、阪神の両私鉄が完全に支配していたが、六麓荘独自でバスを運行させようと「株式会社六麓荘」経営の六麓荘地域交通というバスを運行させた。しかし、結果的に1939年（昭和14年）に阪神バスへ譲渡されるに至る。
現在は芦屋大学、芦屋学園中学校・高等学校、芦屋大学附属幼稚園の各教育機関が六麓荘町内に所在している。全て学校法人芦屋学園による運営である。

## 六麓荘町内会
六麓荘最大の特色として「六麓荘町内会」が開発直後から組織されていることが挙げられる。なお、「町内会」を別に「自治会」と称する事もある。町内会は環境保護・景観保護の為に、ある意味においては、治外法権的な役割を果たしており、町の住民は、開発当初から町内会独自の協定を設けて高級住宅街の維持に努めてきた。協定では、建物は一戸建ての個人宅に限り、新築と増改築には町内会の承認が必要である。
町内での営業行為は一切禁止しているため、マンションや商店、自動販売機は全くない。町内会員により構成される六麓荘町内会（六麓荘土地有限会社）は、道路部分の土地所有権を有している。開発当初は道路を区分所有していたが、管理に限界があり、有限会社を設立することで共有財産とした。しかし、有限会社での自主管理にも限界があったために、芦屋市に無償貸与して市による管理が行われることになった。
新規居住者は、入居時に、町内会の入会金を支払いとともにこれとは別に月々の管理費を支払っている。これらの資金は、共有施設がある駐在所兼公会堂施設の維持・管理と町内会の活動経費に充てられている。新規入居者は、計画時に芦屋市から申請の内容が町内会に伝えられ、町内会でこれを承認するという手続きをとっている。セキュリティー面では、1930年（昭和5年）に町内会が無償で建物を提供して、芦屋警察署の六麓荘駐在所が開設された。
現在の建築条例（旧建築協定）は敷地面積を400平方メートル（121坪）以上とし、400平方メートル未満の面積への分筆も禁止され、用途は2階建以下の一戸建個人専用住宅に限られる。建物の高さは最高10メートルで、軒の高さは7メートル以下とし、営業行為も一切禁止で他にも色々な制限がある。
上述の厳しい制約から、賃貸契約や会社名義（社宅）としての利用が不可であると勘違いされる事も多いが、建築条例を充たした建物であれば居住形態の制限等は無い。賃貸（借家）住まいや社宅住まいの住人も数多く存在している。

## 歴代町内会長
- 初代町内会長：大谷哲平（元満州大谷重工業社長、初代芦屋公安委員長）
- 第二代町内会長：豊田善右衛門（豊田産業社長、日本繊維製品輸入協会理事長）
- 第三代町内会長：中尾信雄（中尾工業・富士製缶・山陽座・ホテルブルー城崎社長）
- 第四代町内会長：山田六郎（くいだおれ社長）

## 豪邸条例
バブル経済崩壊、阪神・淡路大震災以後の近年では世代の交代や高額の相続税の支払いが原因で、土地を手放すケースが増加した。そのうえ前述している紳士協定に過ぎない「建築協定」では風致を維持することができなくなることが懸念されるようになる。そのため住民は強制力のある条例による景観保護を市に求めることとなった。
住民の要望を受けて芦屋市は「建築協定」をそのまま「条例」に格上げした「景観保護条例」を市議会に提出した。「景観保護条例」は、2006年（平成18年）12月22日の芦屋市議会で全会一致で可決されて、2007年（平成19年）2月1日から施行となった。通称「豪邸条例」として話題になった。

## 地価
住宅地の地価は2015年（平成27年）7月1日の兵庫県の地価調査によれば六麓荘町9-12の地点で200,000円/m2となっている。

## 世帯数と人口
2024年（令和6年）1月1日現在の世帯数と人口は以下の通りである。
| 丁目 | 世帯数  | 人口  |
| ---- | ------- | ----- |
| なし | 257世帯 | 611人 |

## 小・中学校の学区
市立小・中学校に通う場合、学区は以下の通りとなる。
| 番地 | 小学校             | 中学校             |
| ---- | ------------------ | ------------------ |
| 全域 | 芦屋市立岩園小学校 | 芦屋市立山手中学校 |

## 交通
高台の高級住宅街として現在でも人気が高い反面、自家用自動車を除くと、外部との行き来はタクシーを呼ぶか、駅やバス停との間にある急坂を昇り降りする必要がある。このため若い家族と同居が難しい場合、町外に転居したり、介護施設へ入ったりする高齢の住民もいる。

### バス
阪急バス 日出橋 (0584) 停留所が最寄りとなる。
- 鉄道
  - 阪急甲陽線 苦楽園口駅（徒歩25分程度） ※鉄道では当駅が最寄り駅となる。
  - 阪急神戸線 芦屋川駅（徒歩30分程度）
  - JR神戸線 芦屋駅（徒歩30分程度）
- 阪急バス
  - 4系統、西宮市内線 - 阪急神戸本線夙川駅を起点に、地域を循環して戻る系統
  - 11・13系統、芦屋市内線 - 芦屋浜営業所から、阪神本線芦屋駅、阪急神戸本線芦屋川駅、JR神戸線芦屋駅を通って苦楽園、夙川駅を結ぶ系統（11系統は阪急芦屋川を経由しない）
  - 15・17・23系統、芦屋市内線 - 芦屋浜営業所を起点に、阪神本線芦屋駅、阪急神戸本線芦屋川駅、JR神戸線芦屋駅を通り苦楽園を循環して戻る系統（17系統は阪急芦屋川を経由しない）
  - 25系統、芦屋市内線 - 芦屋浜営業所を起点に、阪神本線芦屋駅、阪急神戸本線芦屋川駅、JR神戸線芦屋駅を通り苦楽園を循環して新浜町へ向かう系統
  - 35系統、芦屋市内線 - 新浜町を起点に、阪神本線芦屋駅、阪急神戸本線芦屋川駅、JR神戸線芦屋駅を通り苦楽園を循環して戻る系統

## 施設
- 芦屋大学
- 芦屋学園中学校・高等学校
- 芦屋大学附属幼稚園
- 芦屋学園総合運動場
- 芦屋警察署 六麓荘駐在所

## 関連書籍
- 『六麓荘四十年史』（六麓荘町町内会）1973年
- 『ライフスタイルと都市文化』（東方出版）1994年
- 『阪神間モダニズム』（淡文社）1998年
- 『近代日本の郊外住宅地』（鹿島出版会）2000年
- 『モダン都市の系譜』（ナカニシヤ出版）2008年
- 『訳あり物件の見抜き方』（ポプラ社）2015年